# Łukasz (Wojno-Jasieniecki)
Łukasz, imię świeckie Walentin Feliksowicz Wojno-Jasieniecki, ros. Валентин Феликсович Войно-Ясенецкий (ur. 15 kwietnia?/27 kwietnia 1877 w Kerczu, zm. 11 czerwca 1961 w Symferopolu) – rosyjski biskup prawosławny, radziecki lekarz, laureat Nagrody Stalinowskiej w dziedzinie medycyny za 1944 rok. Święty Rosyjskiego Kościoła Prawosławnego, czczony z tytułami świętego biskupa (cs. swiatitiel) i wyznawcy (cs. ispowiednik).

## Życiorys

### Młodość
Walenty Wojno-Jasieniecki urodził się jako jedno z pięciorga dzieci w rodzinie prowizora Feliksa Wojno-Jasienieckiego i jego żony Marii Kudriny. Ojciec przyszłego hierarchy pochodził z polskiej rodziny szlacheckiej i był wyznania rzymskokatolickiego, podczas gdy matka, Rosjanka, wyznawała prawosławie. Sam duchowny twierdził później, iż nie otrzymał w domu wychowania religijnego. W wieku dwudziestu lat opuścił dom i pragnął wstąpić do komuny tołstojowców, przez pewien czas zamieszkiwał w Jasnej Polanie pod opieką samego Tołstoja. Tam jednak zapoznał się z jego pracą Na czym polega moja wiara, której lektura doprowadziła go do wniosku, iż poglądy pisarza są jedynie wypaczeniem teologii prawosławnej. Doprowadziło to do jego zerwania z ruchem.
Walentin Wojno-Jasieniecki od dzieciństwa wykazywał talent do rysunku, uczęszczał równolegle do ogólnokształcącego gimnazjum i do szkoły sztuk pięknych w Kijowie. Planował studia malarskie w Petersburskiej Akademii Sztuk Pięknych. Ostatecznie uznał jednak, iż jego obowiązkiem w życiu jest wykonywanie zawodu pożytecznego społecznie, nie zaś jedynie realizacja własnych marzeń. Nie mogąc podjąć studiów medycznych z powodu braku wolnych miejsc na pierwszym roku studiów, rozpoczął studia prawnicze, jednak przerwał je po roku. Następnie po krótkim pobycie w Monachium, gdzie podjął naukę malarstwa w prywatnej szkole, wrócił do Kijowa. Zafascynowany ideami narodnictwa, Walentin Wojno-Jasieniecki planował wyjazd na wieś w charakterze nauczyciela lub felczera, jednak ostatecznie porzucił te plany po rozmowie z dyrektorem szkół ludowych w okręgu kijowskim, który doradził mu podjęcie studiów medycznych.

### Pierwsze lata pracy lekarskiej
Rozpoczęte w 1898 studia Walentin Wojno-Jasieniecki ukończył w 1903. Po zdobyciu dyplomu lekarskiego deklarował, iż całe życie pragnie spędzić jako lekarz wiejski, pomagający najuboższym. Jednak już w 1904 został włączony do oddziału sanitarnego stacjonującego w Czycie, jako chirurg w armii rosyjskiej. W tym samym roku ożenił się z Anną Łańską, córką rządcy majątku na Ukrainie, która w szpitalu pracowała jako siostra miłosierdzia. Po ślubie zamieszkał z żoną w Ardatowie (gubernia symbirska) i podjął tam pracę w charakterze kierownika szpitala. Następnie przeprowadził się do Wierchniego Lubaża (gubernia kurska), gdzie pracował na tym samym stanowisku. W swojej pracy lekarskiej zasłynął bezpłatnym leczeniem najbiedniejszych. Został przeniesiony do Fatieża, po czym wyjechał do Moskwy w celu napisania rozprawy doktorskiej (specjalność: anestezja). Zainspirowany pracą H. Brauna poświęconą znieczuleniu miejscowemu i po przeprowadzeniu doświadczeń w klinice Piotra Diakonowa wydał w 1915 rozprawę Anestezja regionalna, za którą otrzymał tytuł doktora nauk medycznych. Chcąc utrzymać rodzinę, podjął na nowo praktykę lekarską we wsi Romanowka, następnie w Peresławiu Zaleskim. W 1917 otrzymał propozycję podjęcia pracy na stanowisku naczelnego lekarza w Taszkencie oraz prowadzenia wykładów na miejscowym uniwersytecie.
Po wybuchu rewolucji październikowej Walentin Wojno-Jasieniecki został aresztowany na skutek donosu jednego ze swoich podwładnych. Reputacja dobrego lekarza sprawiła jednak, iż został zwolniony i przywrócony do pracy. W tym samym roku jego żona, z którą miał trzech synów i córkę, zmarła na gruźlicę płuc. Wojno-Jasieniecki powierzył dzieci opiece Sofiji Wieleckiej, instrumentariuszki ze szpitala w Taszkencie.

### Początek służby duchownej i pierwsze zesłanie
Walentin Wojno-Jasieniecki był człowiekiem religijnym i aktywnie uczestniczył w życiu swojej parafii, jak również brał udział w eparchialnych zjazdach duchowieństwa i świeckich. W związku z tym w 1921 biskup taszkencki i Azji Środkowej Innocenty zasugerował mu wyświęcenie na kapłana. Wojno-Jasieniecki zgodził się i tydzień później przyjął z rąk hierarchy święcenia diakońskie, zaś w dniu święta Spotkania Pańskiego – kapłańskie. Został zaliczony w skład duchowieństwa soboru Zaśnięcia Matki Bożej w Taszkencie, powierzono mu obowiązek głoszenia kazań. Kapłan uczestniczył ponadto w publicznych debatach o wierze, z udziałem prawosławnych, ateistów i przedstawicieli ruchu Żywej Cerkwi, który szczególnie krytykował. Zachował ponadto stanowisko wykładowcy anatomii topograficznej i chirurgii operacyjnej na wydziale medycyny miejscowego uniwersytetu.
W 1923 zjazd duchowieństwa i świeckich eparchii taszkenckiej i Azji Środkowej nominował go na nowego ordynariusza eparchii. Oznaczało to konieczność złożenia ślubów mniszych, co ks. Wojno-Jasieniecki uczynił przed zesłanym do Taszkentu biskupem ufijskim Andrzejem. Chirotonia biskupia odbyła się w tajemnicy 31 maja tego samego roku w cerkwi św. Mikołaja w Pendżikencie, gdzie przebywali na zesłaniu biskup suzdalski Bazyli i biskup bołchowski Daniel, którzy wystąpili w czasie ceremonii jako konsekratorzy. W tym samym roku został aresztowany przez GPU. Przewidując pozbawienie wolności, napisał do wiernych eparchii list-testament, w którym apelował o zachowanie wiary i niewstępowanie do Żywej Cerkwi.
W śledztwie biskup został oskarżony o szpiegostwo na rzecz Wielkiej Brytanii oraz kontakty z kontrrewolucyjną organizacją Kozaków orenburskich. Nie przyznał się do stawianych mu zarzutów. Przewieziony do Moskwy, przebywał kolejno w więzieniach na Butyrkach i Tagance, po czym został skazany na trzyletnią zsyłkę do Jenisejska. Na miejscu podjął pracę w szpitalu. Wobec faktu, iż szybko stał się popularny wśród miejscowej ludności, którą leczył za darmo, został przeniesiony do wsi Chaja, a stamtąd do Turuchańska, gdzie ponownie zaczął przyjmować pacjentów, tym razem prywatnie. Zimą 1925 zmuszono go ponownie do wyjazdu do wsi Płachino, jednak z powodu protestów mieszkańców Turuchańska pozwolono mu tam wrócić. W 1926 jego trzyletni wyrok został przedłużony o rok, jednak w 1927 duchownemu umożliwiono przeprowadzkę do Krasnojarska z powodu pogorszenia się stanu zdrowia.

### Powrót do Taszkentu i druga zsyłka
Zwolniony w styczniu 1927, Łukasz (Wojno-Jasieniecki) udał się do Czerkas, gdzie zamieszkiwali jego rodzice i starszy brat. Następnie wrócił do Taszkentu, gdzie żyły jego dzieci. Locum tenens Patriarchatu Moskiewskiego metropolita Sergiusz proponował mu objęcie katedry rylskiej, jeleckiej, następnie iżewskiej, jednak za radą metropolity taszkenckiego i Azji Środkowej Arseniusza biskup Łukasz nie zgodził się na ponowne przyjęcie obowiązków biskupa eparchialnego i zamiast tego poprosił o przeniesienie w stan spoczynku. Prośba ta została przyjęta. Duchowny pozostał w Taszkencie, gdzie prywatnie przyjmował pacjentów i służył w domowej cerkwi.
W 1930 został aresztowany ponownie i przez rok przebywał w więzieniu bez wyroku. W okresie tym poważnie zachorował na serce. Ostatecznie został skazany na trzyletnią zsyłkę do Archangielska. Podjął tam pracę w szpitalu i kontynuował badania na potrzeby przygotowywanej pracy Zarys chirurgii przypadków ropnych. Władze radzieckie kilkakrotnie proponowały mu umożliwienie objęcia katedry uniwersyteckiej w Leningradzie pod warunkiem rezygnacji ze święceń kapłańskich, jednak Łukasz (Wojno-Jasieniecki) za każdym razem odmawiał. W listopadzie 1933 zakończył odbywanie kary i udał się do Moskwy, gdzie w Ludowym Komisariacie Zdrowia ubiegał się o umożliwienie mu podjęcia pracy w charakterze wykładowcy na wydziale lekarskim jednego z uniwersytetów, jednak spotkał się z odmową. Licząc na to, iż będzie mógł w inny sposób kontynuować badania nad chirurgią przypadków ropnych, w czasie spotkania z metropolitą moskiewskim Sergiuszem, locum tenens Patriarchatu Moskiewskiego, odmówił mu powrotu do służby biskupiej na jednej z wakujących katedr. W poszukiwaniu zatrudnienia jako lekarz udał się najpierw do Teodozji, następnie zaś ponownie do Archangielska, wreszcie do Taszkentu i Andiżanu, gdzie prowadził kurs chirurgii ogólnej. W Andiżanie zapadł na tropikalną chorobę, wskutek której doszło u niego do odklejenia siatkówki, co sprawiło, iż musiał udać się na operację do Moskwy. W 1934 wydał swoją najważniejszą pracę z dziedziny medycyny – Zarys chirurgii przypadków ropnych.

### Trzecia zsyłka i pobyt w Krasnojarsku
W 1935 biskup został ponownie zatrudniony w szpitalu w Taszkencie. 24 lipca 1937 został tamże aresztowany i oskarżony o członkostwo w kontrrewolucyjnej organizacji założonej przez duchowieństwo eparchii taszkenckiej i Azji Środkowej. Razem z nim uwięzieni zostali biskup diecezjalny Borys (Szypulin), archimandryta Walenty (Lachocki) oraz grupa białych duchownych. Łukaszowi (Wojno-Jasienieckiemu) zarzucono również udzielanie wsparcia materialnego zesłanym hierarchom prawosławnym: Eugeniuszowi (Kobranowowi), Makaremu (Karmazinowi), Porfiremu (Gulewiczowi), Antoniemu (Abaszydze), Cyrylowi (Smirnowowi) i Józefowi (Pietrowychowi), co faktycznie czynił, oraz zabijanie pacjentów podczas operacji w szpitalu w Taszkencie. Biskup został osadzony w karcerze, pobity, następnie zaś poddany trzynastodniowemu nieprzerwanemu śledztwu, po którym podpisał przedstawiony mu protokół zeznań. Planowane były jego dalsze przesłuchania, jednak NKWD zrezygnowało z nich z powodu bardzo złego stanu zdrowia aresztowanego. Aresztowani razem z biskupem Łukaszem biskup Borys i archimandryta Walenty w swoich zeznaniach „potwierdzili” zarzuty postawione mu w śledztwie. Ostatecznie biskup został skazany na pięć lat zsyłki do miejscowości Bolszaja Murta.
Po dotarciu do miejsca zesłania Łukasz (Wojno-Jasieniecki) został tam zatrudniony w szpitalu. Po agresji III Rzeszy na Związek Radziecki został mianowany konsultantem szpitali w Kraju Krasnojarskim i otrzymał list gratulacyjny Rady Syberyjskiego Okręgu Wojskowego za zaangażowanie w leczenie rannych żołnierzy Armii Czerwonej. W 1942 otrzymał godność biskupa krasnojarskiego. W momencie objęcia przez niego katedry na terenie eparchii działały dwie cerkwie obsługiwane przez dwóch duchownych, zaś praktyki religijne wśród ludności praktycznie zanikły. Duchowny starał się przeciwdziałać takiemu stanowi rzeczy.
W 1943 ukazało się poprawione II wydanie Zarysu chirurgii przypadków ropnych, zaś w roku następnym – napisana w oparciu o ostatnie doświadczenia autora praca Opóźnione resekcje zainfekowanych ran postrzałowych stawów. Za obydwie publikacje Łukasz (Wojno-Jasieniecki) otrzymał Nagrodę Stalinowską w dziedzinie medycyny. Z 200 tys. rubli, jakie otrzymał, 130 tys. przekazał na cele pomocy dzieciom, które straciły rodziców w czasie wojny.

### Działalność w Tambowie i na Krymie

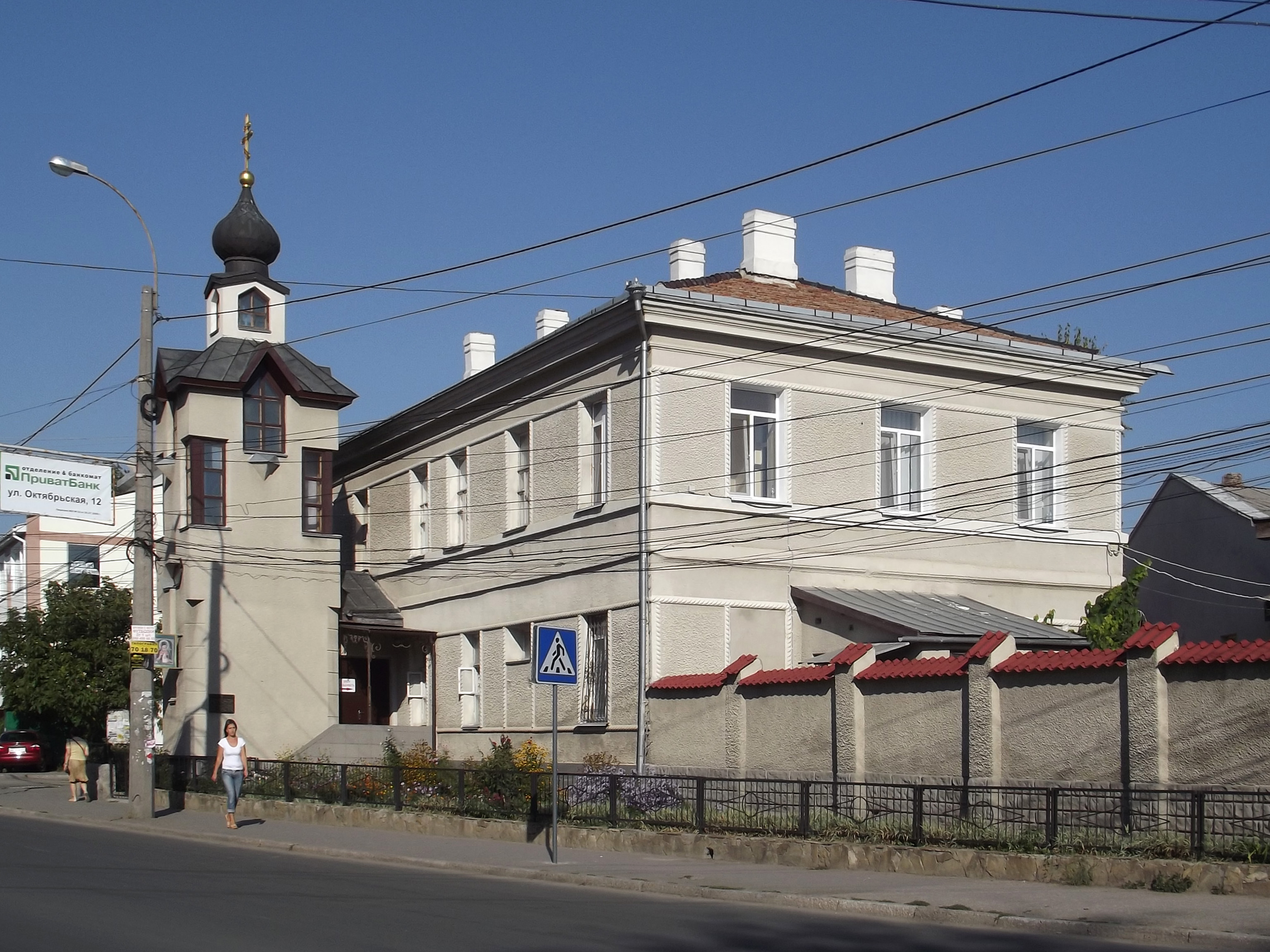
Dom biskupa Łukasza w Symferopolu, obecnie muzeum i kaplica jego pamięci

W 1944 biskup Łukasz został przeniesiony do eparchii tambowskiej. W ciągu dwóch kolejnych lat doprowadził do zwiększenia liczby czynnych cerkwi z 2 do 26. Pracę duszpasterską łączył z praktyką lekarską. Został nagrodzony medalem „Za ofiarną pracę w Wielkiej Wojnie Ojczyźnianej 1941–1945”. W tym samym okresie duchowny napisał również traktat Duch, dusza, ciało, w którym przedstawiał osobiste refleksje nt. harmonii funkcjonowania człowieka w duchu teologii prawosławnej, który w jego zamierzeniach miał być polemiką z propagowanymi w ZSRR poglądami ateistycznymi.
Od maja 1946 był biskupem symferopolskim i krymskim. Na terenie swojej eparchii starał się doprowadzić do ożywienia życia religijnego, stojącego na niskim poziomie z powodu zobojętnienia miejscowej ludności. Regularnie głosił kazania, w których krytykował ustrój ZSRR oraz sposób traktowania przez władze Rosyjskiego Kościoła Prawosławnego. Z tego powodu władze wymusiły na patriarsze Aleksym I nakazanie mu ograniczenia publicznych wystąpień. Z drugiej strony publikował też artykuły, gdzie wychwalał komunizm i politykę ZSRR wobec Cerkwi, twierdząc, że rząd radziecki zapewnił pełną swobodę Cerkwi i nie wtrąca się do jej wewnętrznych spraw. Oskarżał jednocześnie USA i imperialistów o podżeganie do III wojny światowej, a Kościół katolicki o to, że jego duchowieństwo stoi po stronie owych podżegaczy wojennych i po stronie faszyzmu.
Od momentu przyjazdu do Symferopola Łukasz (Wojno-Jasieniecki) pracował również w miejscowym szpitalu, zaś od 1947 wygłaszał odczyty z dziedziny chirurgii, występując każdorazowo w szatach duchownych. Z tego powodu został ostatecznie zwolniony z pracy i mógł przyjmować pacjentów jedynie prywatnie. Praktykę lekarską prowadził do 1956, gdy całkowicie stracił wzrok wskutek zmętnienia soczewki. W okresie jego służby w Symferopolu zaczęto przypisywać mu uzdrowienia samą siłą modlitwy oraz dar przepowiadania przyszłości.
Schorowany duchowny odsłużył ostatnią Świętą Liturgię 7 stycznia 1961, zaś 11 czerwca tego samego roku zmarł. W jego pogrzebie, jaki odbył się w sąsiedztwie soboru Trójcy Świętej w Symferopolu, uczestniczyły wielotysięczne tłumy mieszkańców Krymu. Wkrótce pojawiły się pierwsze informacje o uzdrowieniach, do jakich miało dojść za sprawą modlitwy za jego pośrednictwem.

## Kanonizacja i upamiętnienie

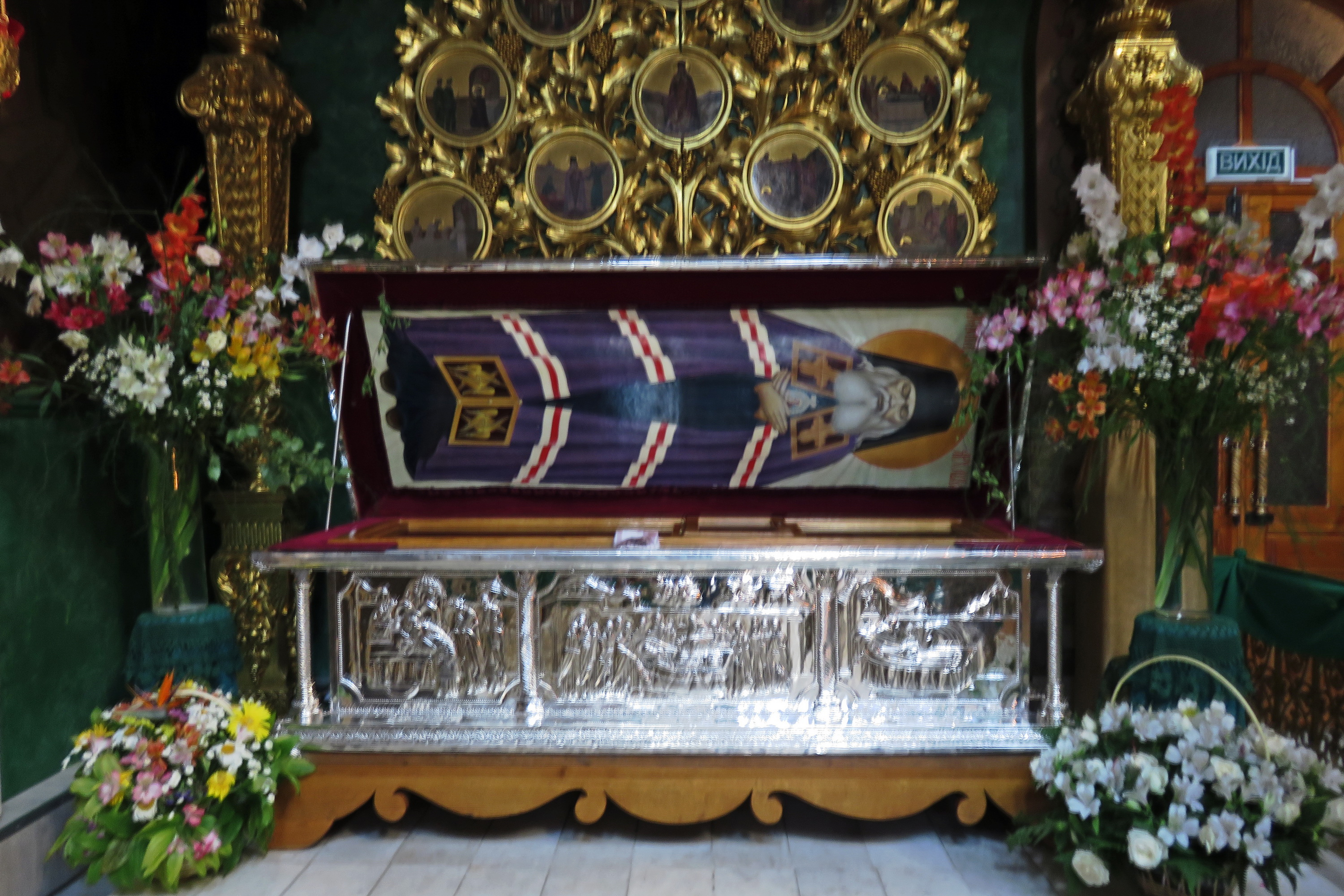
Relikwie świętego w soborze Trójcy Świętej w Symferopolu

20 marca 1995 miała miejsce translacja jego relikwii z miejsca pochówku do soboru Trójcy Świętej w Symferopolu, gdzie do dziś są one wystawione dla publicznego kultu. 22 listopada 1995 ogłoszono Łukasza (Wojno-Jasienieckiego) świętym lokalnym, czczonym w eparchii symferopolskiej i krymskiej Ukraińskiego Kościoła Prawosławnego Patriarchatu Moskiewskiego. W roku następnym miała miejsce jego druga kanonizacja, w czasie której ogłoszono go świętym czczonym w całym Kościele prawosławnym. Ceremonii przewodniczył metropolita kijowski i całej Ukrainy Włodzimierz, zaś akt kanonizacji odczytał metropolita charkowski i bohoduchowski Nikodem. W 2000 duchowny został ponadto zaliczony do Soboru Świętych Nowomęczenników i Wyznawców Rosyjskich jako święty wyznawca.
Łukasz (Wojno-Jasieniecki) jest szczególnym patronem bezdzietnych małżonków; przypisuje mu się szczególne wstawiennictwo przy modlitwach o poczęcie potomka.
Imię Łukasza (Wojno-Jasienieckiego) nosi jeden ze szpitali w Tambowie. W mieście tym znajduje się również jego pomnik. Rosyjski pisarz Leonid Pantielejew (pseud.) w swojej powieści autobiograficznej Wierzę... przedstawił biskupa Łukasza jako jednego z pobożnych mężów, którzy w czasach komunizmu byli wierni swoim przekonaniom religijnym.
Dom hierarchy w Symferopolu (ul. Kurczatowa 1) został częściowo zamieniony na kaplicę jego wezwania.
Hajnowski Bratczyk wydał w 2020 r. książkę „Św. Łukasz (Walenty Wojno-Jasieniecki). Autobiografia” pod redakcją hieromnicha Gabriela (Krańczuka) i Marka Jakimiuka, przekład i uzupełnienia Krzysztof Tur, ss. 240.